# 張定和
張定和（6世纪—609年），表字处謐，京兆郡万年县（今陕西省西安市）人，隋朝軍人。
年少家贫，隋朝对南朝陳征战，他应当从軍，但是缺少物资钱粮供应自己。他的妻子有出嫁時的衣服，张定和想要卖掉换钱。他妻子不给，张定和就出发了。因南征之功受位儀同，把妻子休棄。随後举軍功，加位上開府、驃騎将軍。在上柱国李充麾下攻打突厥，先頭登上城墙，被敌军刺中颈部，負重傷，以草塞住傷口继续战斗，突厥敗逃。隋文帝得知他的事迹，派遣使者带上药物，慰劳张定和。张定和進位柱国，封武安县侯。
604年，隋煬帝即位，张定和出任宜州刺史，转任河内郡太守。一年後，召還担任左屯衛大将軍。609年，张定和随隋煬帝攻打吐谷渾，到了覆袁川。吐谷渾可汗伏允率领数騎逃亡，属下名王假扮可汗，凭借車我真山。煬帝命张定和攻打。张定和与敵军遭遇，因为敵军少而轻视他们，喊着让他们投降。张定和不着铠甲挺身登山，遭遇敵军在岩谷下的伏兵，中箭战死。追贈光禄大夫，追封武安侯，谥号壮武。
其子張世立嗣爵。

## 延伸阅读
[在维基数据编辑]
 《北史·卷078》，出自李延壽《北史》
 《隋書·卷64》，出自魏徵《隋书》